# Romain Gall
Romain Gall (París, Francia, 31 de enero de 1995) es un futbolista estadounidense que juega de centrocampista en el F. C. Rot-Weiß Érfurt de la Regionalliga Nordost.

## Trayectoria

### Inicios
Nacido en París, Gall se mudó a los Estados Unidos junto a su familia cuando tenía siete años. Se asentaron en Herndon, Virginia, y Gall recibió su ciudadanía estadounidense a sus quince años.
Gall jugó para las academias del D.C. United y Real Salt Lake, antes de unirse a la academia del FC Lorient de Francia en 2011. Ubicado en el puesto número 2 en el ranking de jugadores jóvenes a nivel nacional, firmó un compromiso para jugar al fútbol para los Terrapins de la Universidad de Maryland cuando estaba en la escuela secundaria, pero finalmente decidió continuar con su carrera a nivel profesional con el Lorient.

### Columbus Crew
En agosto de 2014, Gall firmó contrato con la Major League Soccer y fue asignado al Columbus Crew a través de una lotería. Hizo su debut profesional en la victoria 3-0 sobre el Houston Dynamo el 23 de agosto de 2014.

## Selección nacional

### Selecciones juveniles
Gall ha sido un miembro regular de la selecciones sub-18 y sub-20 de los Estados Unidos, destacándose en 2014 con esta última cuando anotó 13 goles en 12 partidos.
El 28 de diciembre de 2014 fue incluido en la lista preliminar de 35 jugadores con miras al Campeonato Sub-20 de la Concacaf de 2015, el cual sirvió de clasificación para la Copa Mundial de Fútbol en esa categoría en junio de ese año. El 5 de enero de 2015 fue incluido en la lista final de futbolistas que disputaron el torneo. Gall anotó una tripleta en el tercer partido, ayudando a su selección a derrotar por 8-0 a Aruba. Finalmente, terminaría como el máximo anotador de su selección con cinco goles, y compartió el botín de oro con Hirving Lozano como el máximo anotador del torneo. También fue incluido en el XI ideal.

## Clubes
| Club                       | País           | Año       |
| -------------------------- | -------------- | --------- |
| Lorient II                 | Francia        | 2012-2014 |
| Columbus Crew S. C.        | Estados Unidos | 2014-2015 |
| Austin Aztex               | Estados Unidos | 2015      |
| Nyköpings BIS              | Suecia         | 2016-2017 |
| GIF Sundsvall              | Suecia         | 2017-2018 |
| Malmö FF                   | Suecia         | 2018-2022 |
| Stabæk IF (cedido)         | Noruega        | 2020      |
| Örebro SK (cedido)         | Suecia         | 2020      |
| Örebro SK (cedido)         | Suecia         | 2021      |
| F. K. Mladost GAT Novi Sad | Serbia         | 2023      |
| F. C. Rot-Weiß Érfurt      | Alemania       | 2023-     |

## Palmarés

### Títulos nacionales
| Título         | Club     | País   | Año  |
| -------------- | -------- | ------ | ---- |
| Copa de Suecia | Malmö FF | Suecia | 2022 |